# Berzème
Berzème é uma comuna francesa na região administrativa de Auvérnia-Ródano-Alpes, no departamento de Ardèche. Estende-se por uma área de 18,36 km². Em 2010 a comuna tinha 170 habitantes (densidade: 9,3 hab./km²).